# Grímur Hákonarson
Grímur Hákonarson (1977) is een IJslandse filmregisseur en scenarioschrijver.

## Biografie
Grímur Hákonarson werd in 1977 geboren in IJsland. Hij studeerde in 2004 af aan de FAMU (Film Academy of Performing Arts) in Praag. Zijn afstudeerfilm Slavek the Shit werd geselecteerd op het filmfestival van Cannes in de Cinéfondation-sectie en won meerdere prijzen op filmfestivals. Zijn volgende kortfilm Bræðrabylta (Wrestling) uit 2007 ging over twee homoseksuele worstelaars op het platteland in IJsland. Deze film werd geselecteerd op een groot aantal internationale filmfestivals en won 24 festivalprijzen, onder andere op het filmfestival van Locarno. In 2010 schreef en regisseerde Hákonarson zijn eerste langspeelfilm Sumarlandið (Summerland) die genomineerd werd voor de IJslandse Edda Award voor beste scenario. Hákonarson's tweede film Hrútar (Rams) werd in 2015 op het 68ste filmfestival van Cannes bekroond met de Prix Un certain regard.

## Filmografie

### Kortfilms
- Last Words of Hreggviður (2004)
- Slavek the Shit (2005)
- Bræðrabylta (Wrestling) (2007)

### Langspeelfilms
- Varði Goes Europe (documentaire, 2002)
- Sumarlandið (Summerland) (2010)
- Hreint hjarta (A Pure Heart) (documentaire, 2012)
- Hrútar (Rams) (2015)

## Prijzen en nominaties
De belangrijkste:
| jaar | prijs                               | categorie                                                           | genomineerde(n) | uitslag     |
| ---- | ----------------------------------- | ------------------------------------------------------------------- | --------------- | ----------- |
| 2015 | Filmfestival van Cannes             | Prix Un certain regard                                              | Hrútar          | Gewonnen    |
| 2013 | Edda Award                          | Beste regisseur                                                     | Hreint hjarta   | Genomineerd |
| 2013 | Edda Award                          | Beste montage                                                       | Hreint hjarta   | Genomineerd |
| 2011 | Edda Award                          | Beste scenario                                                      | Sumarlandið     | Genomineerd |
| 2008 | Czech Gay and Lesbian Film Festival | Student Jury Award for Best Short Film                              | Bræðrabylta     | Gewonnen    |
| 2007 | Filmfestival van Locarno            | Cinema & Gioventù Jury Prize Special Mention - Leopards of Tomorrow | Bræðrabylta     | Gewonnen    |
| 2005 | Filmfestival van Cannes             | Cinéfondation-prijs                                                 | Slavek the Shit | Genomineerd |